# Condado de Vallehermoso
Título nobiliario español creado en el siglo XVIII para una importante familia criolla de origen vasco, establecida en el Cuzco, dedicada al comercio, la minería y dueña de varias haciendas.

## Condes de Vallehermoso
- I :Pedro Ortiz de Foronda y Sánchez de la Barreda, sin descendencia, lo heredó su sobrino:

- II :Faustino Regis Álvarez y Ortiz de Foronda.

1. Casó con Manuela Mendive y Jara, IV marquesa de Casa Jara.

- III :María Francisca Álvarez de Foronda y Mendive.

1. Casó con Manuel Plácido de Berriozábal.

- IV :Juan Manuel de Berriozábal y Álvarez de Foronda.

1. Casó con Jacinta García de la Torre y Conde, lo sucedió su nieto:

- V :José María de Unceta y Berriozábal, VII marqués de Casa Jara, XIV condado de Casa Palma, III conde de la Laguna de Chanchacalle, VI vizconde de Salinas (por rehabilitación a su favor en 1924).

1. Casó con Herminia de Urigoitia y Peláez.

- VI :Jaime de Unceta y Urigoitia.

1. Casó con María de Lourdes Satrústegui y Fernández.

- VII :Jaime de Unceta y Satrústegui, XVI conde de Casa Palma.